# On My Love
On My Love är en låt av svenska sångerskan Zara Larsson och franska DJ:n David Guetta. Den släpptes som den tredje singeln från Larssons fjärde studioalbum, Venus den 15 september 2023 av Sommer House och Epic Records. Låten nådde topp tre i Lettland och Sverige och topp tio i Norge och Tjeckien.